# Лайне, Эдвин
Э́двин А́рмас Ла́йне (фин. Edvin Armas Laine; настоящая фамилия Бовеллан фин. Bovellán; 13 июля 1905, Ийсалми, Великое княжество Финляндское,  Российская империя, ныне Финляндия — 18 ноября 1989, Хельсинки) — финский театральный и кинорежиссёр, актёр и сценарист.

## Биография
Начинал как актёр. Снимал эпические фильмы, посвящённые истории Финляндии, которые были как правило экранизациями финской классической литературы.
Был женат на актрисе Мирьям Новеро (1915—1996).

## Избранная фильмография

### Режиссёр
- 1955 — Неизвестный солдат / Tuntematon sotilas (по роману Вяйнё Линна)
- 1958 — Свен Туува / Sven Tuuva
- 1960 — Скандал в женской гимназии / Skandaali tyttökoulussa
- 1968 — Здесь, под Полярной звездой / Täällä Pohjantähden alla (по роману Вяйнё Линна)
- 1970 — Аксели и Элина / Akseli ja Elina
- 1975 — Доверие /  (с Виктором Трегубовичем СССР — Финляндия)
- 1977 — Жизнь Викке Нило / Viimeinen savotta
- 1979 — Зима чёрного снега / Ruskan jälkeen

### Актёр
- 1939 — Семь братьев / Seitsemän veljestä (по роману Алексиса Киви)
- 1958 — Свен Туува

## Награды
- 1952 — премия «Юсси»
- 1955 — «Pro Finlandia»
- 1955 — премия «Юсси»
- 1956 — приз Международной Католической организации в области кино (OCIC) 6-го Берлинского международного кинофестиваля («Неизвестный солдат»)
- 1959 — номинация на приз «Золотой Медведь» 9-го Берлинского международного кинофестиваля («Свен Туува»)
- 1961 — номинация на Главный приз Второго Московского международного кинофестиваля («Скандал в женской гимназии»)
- 1968 — премия «Юсси»
- 1971 — номинация на Золотой приз 40-го Венецианского кинофестиваля («Аксели и Элина»)